# Mike Kroeger
Michael Douglas Henry Kroeger, más comúnmente conocido como Mike Kroeger, (Hanna, Alberta, Canadá, 25 de junio de 1972) es el bajista de la banda Nickelback. Él es el hermano mayor de Chad Kroeger.
Mike utiliza bajos de 5-cuerdas si es necesario para las actuaciones de la banda. Los bajos son eléctricos de las marcas Lakland y Spector.
Mike fue el primer miembro de la banda en casarse y fundar una familia. Su esposa e hijos a menudo giran con la banda. También es el miembro más antiguo de la banda y era el único que no cantaba, ni tampoco hacia coros, Pero desde el año 2019 comenzó hacer coros en algunas canciones como "When we stand Together" y "Savin' Me"